# Улуабад
Улуабад (тур. Uluabat) — село в Турции, в иле Бурса. Расположено у западной оконечности озера Улубат, в 6 км к юго-востоку от города Караджабей.

## История
Средневековый город Лопа́дий (Лопа́дион, греч. Λοπάδιον — букв. «впадина») получил известность как важный опорный пункт поздней Византии. В XII веке отличался многолюдностью. Его жители приняли активное участие в гражданском восстании 1184 года, поддержав Никею и Филадельфию. В поздневизантийское время Лопадий и Мелитополь были слиты в одно епископство.
Город очень часто упоминался в поздневизантийских хрониках благодаря своему стратегическому положению и наличию древнего моста через склонную к внезапным разливам реку Риндак в Малой Азии, к югу от Мраморного моря.
В 1183 году Феодор Кантакузин (греч. Θεόδωρος Καντακουζηνός) поднял восстание против императора Андроника I Комнина (1183—1185) и захватил города Прусса и Лопадион.
15 октября 1211 года войско латинского императора Константинополя Генриха I разгромило в битве при Риндаке у Лопадия никейские силы никейского императора Феодора Ласкариса. После этой победы «франки» заняли ряд прибрежных территорий в Малой Азии, но их дальнейшее продвижение вглубь Малой Азии было всё же остановлено греческим гарнизоном крепости Лентиана. Нимфейский договор (1214) окончательно зафиксировал новую границу.
К началу XIV века Лопадий оказывается в плотном кольце османского наступления. 3 апреля 1326 года мусульмане взяли соседний город Прусса. Без защиты Пруссы судьба Лопадия была предрешена. 3 мая 1326 года в 3 часа ночи город потрясло сильное землетрясение. На следующий день город захватили турки. Город пришёл в сильное запустение.

## Население
| Население, переписи | Население, переписи |
| ------------------- | ------------------- |
| 2000                | 920                 |
| 1997                | 973                 |